# Hans-Günther Kaufmann (Gartenbauwissenschaftler)
Hans-Günther Kaufmann (* 1935) ist ein deutscher Gartenbauwissenschaftler und Hochschullehrer.
Kaufmann war Professor an der Landwirtschaftlich-Gärtnerischen Fakultät der Humboldt-Universität Berlin.